# Bonamia sericea
Bonamia sericea är en vindeväxtart som först beskrevs av August Heinrich Rudolf Grisebach, och fick sitt nu gällande namn av Hallier f. Bonamia sericea ingår i släktet Bonamia och familjen vindeväxter. Utöver nominatformen finns också underarten B. s. latifolia.